# Saint-Privat-des-Vieux
Saint-Privat-des-Vieux là một xã trong vùng Occitanie. Xã Saint-Privat-des-Vieux nằm ở khu vực có độ cao trung bình 204 mét trên mực nước biển.